# Havki
Havki ali tudi Chauci so bili starodavno germansko pleme, ki so živeli v nizkih predelih med rekama Ems in Elba, obeh straneh Weserja in segajoč tako daleč v notranjost kot zgornji Weser. Ob obali so živeli na umetnih nasipih, imenovanih terpen, zgrajenih dovolj visoko, da so ostali suhi med najvišjo plimo. Gosta populacija Havkov je živela globlje v notranjosti, predvideva se, da so živeli na način, podoben življenju drugih germanskih ljudstev v regiji.
Njihov izvor ni dobro razumljen. V germanski predmigracijski dobi (tj. pred ok. 300 n.št.) so Havki ter sorodna plemena Frizi, Sasi in Angli naseljevali celinsko evropsko obalo od Zuyder Zee do južnega Jutlanda. Vsa ta ljudstva so imela skupno materialno kulturo in jih zato ni mogoče arheološko opredeliti. Havki so se prvotno osredotočili na Weser in Elbo, toda okoli ok. n. št. 58 so se razširili na reko Ems tako, da so pregnali sosednje Ampsivare, s čimer so pridobili mejo s Frizi na zahodu. Rimski zgodovinarji so Havke, ki so živeli med Weserjem in Elbo, imenovali Večji Havki, tiste, ki so živeli med Emsom in Weserjem, pa Manjši Havki.
Havki so v zgodovinski zapis vstopili v opisih klasičnih rimskih virov proti koncu prvega stoletja pr. n. št. v okviru rimskih vojaških kampanj in pomorskih napadov. V naslednjih 200 letih so Havki zagotavljali rimske pomočnike po pogodbenih obveznostih, vendar se hkrati pojavljajo tudi z drugimi germanskimi plemeni, ki so nasprotovali Rimljanom. Zgodnje poročilo o vojnah omenja Chauce na obeh straneh konflikta, čeprav so bili ukrepi vojakov havškega porekla pod pogodbeno obveznostjo ločeni od politike plemena.
Havki so v tretjem stoletju izgubili svojo ločeno identiteto, ko so se združili s Sasi, nakar so jih začeli obravnavati kot Sase. Ozadje tega združevanja ostaja nerazrešeno vprašanje akademskega raziskovanja.

## Družba in življenje
Germani tega območja niso bilo močno hierarhični. To je opazil Tacit, ko je omenil imeni dveh kraljev prvega stoletja plemena Frizov in dodal, da sta bila kralja "kolikor so Germani bili pod kralji". Haywood (Pomorska moč temnih vekov, 1999) pravi, da Havki prvotno niso bili močno centralizirani niti močno razslojeni, čeprav so postali takšni po letu 100 n. št. Barbara Yorke, ko govori o petem stoletju opisuje 'Kontinentalne Saksonce' (kamor so takrat spadali tudi Havki) kot plreme mogočnih lokalnih družin in prevladujočega vojaškega voditelja.
Ko je pisal leta po Kr. 79, je Plinij starejši dejal, da so germanska plemena bila skupnosti ločenih skupin ljudi, kar kaže na razliko med njimi. Rekel je, da so bili Havki, Kimbri in Tevtoni — ljudje ob reki Ems skozi Jutland in še nekaj v notranjost — člani skupine, imenovane Ingevoni (ljudje "Kimbri" so bili prav tako navedeni kot člani druge skupine, kar je verjetno drug narod).
Tacit, ki je pisal v letu po Kr. 98, je opisal notranji, celinski dom Havkov kot ogromno, gosto naseljeno in z konji dobro založeno področje. Bil je zelo prekipevajoč v svoji pohvali njihovega značaja kot ljudstva rekoč, da so bili najplemenitejši med Germani, ker so imeli raje pravico kot nasilje, niso bili agresivni ne plenilski, ampak vojaško sposobni in vedno pripravljeni na vojno, če bi bilo to potrebno.
Plinij (po Kr. 23–79) je obiskal obalno regijo in opisal Havke, ki so tam živeli. Rekel je, da so bili "ubogi domačini", ki živijo na borni obali v majhnih kočah (ali kolibah) na vrhovih hribov ali na hribih iz trate, ki so bile dovolj visoke, da so ostale suhe med najvišjo plimo (tj. terpenih). Za hrano so ribarili in v nasprotju s svojimi sosedi (tj. tistimi, ki so živeli v notranjosti, stran od obale) niso imeli niti goveda in niso imeli ničesar za piti razen deževnice, ujete v jarkih. Uporabljali so vrsto suhega blata (tj. "površinska šoto") kot gorivo za kuhanje in ogrevanje. Prav tako je omenil njihov duh neodvisnosti, rekoč, da čeprav niso imeli nič vrednega, bi zelo zamerili vsak poskus, da jih osvojijo.

## Klasična rimska zgodovina
Zapisi iz preteklosti so nepopolni. Večina zgodovinskih informacij o Havkih izhaja iz Analov Tacita, napisanega leta 117. Mnogi odseki njegovega dela niso preživela, vključno z vsemi odseki, ki pokrivajo leta po Kr. 38–46, kot tudi leta po Kr. 69.
Najzgodnejša omemba Havkih je iz leta 12 pr. n. št. in nakazuje, da so pomagali drugim germanskim plemenom v vojni proti Rimljanom. Neron Klavdij Druz se je boril proti tem Germanom ob spodnjem Renu in po tem, ko je opustošil dežele zahodno in severno od Rena je pridobil (ali premagal ali prestrašil) Frize. V postopku napada na Havke so bili njegovi plovila ujeta v plimi. Druz je opustil napad in se umaknil.

### Posledice Teutoburškega gozda, c.15
Nemci pod Arminijem so uničili 3 rimske legije pod Publijem Kvintilijem Varom na bitki v Tevtoburškem gozdu leta 9 n. št. Rimljani so se sprva umaknili, a je nato Germanik začel uničevalne kampanje proti tistim Germanom, ki jih je Rim krivil za svojo poraz. Havki niso bili med njimi in naj bi obljubili pomoč ter bili povezani z Rimljani v "vojnem zavezništvu". Vendar pa Rimljani, ko so premagali Arminijevo lastno pleme (Heruske), niso mogli ujeti ali ubiti Arminija, ki je pobegnil. Med rimskimi pomožnimi enotami so bili tudi Havki in govorilo se je, da so omogočili pobeg. V eni od kampanj je rimska flota (verjetno rečna, ne oceanska) bila razbita zaradi nevihte, kar je povzročilo mnoge žrtve. Sam Germanik je uspel preživeti tako, da je dosegel deželo Havkov, ki so mu nudili varno pribežališče. Germanikove kampanje so privedle do povrtnitve dveh od treh legijskih orlov, izgubljenih v porazu pri bitki v Tevtoburškem gozdu; tretji legionarski standard je bil pridobljen leta 41 n. št. s strani Publiusa Gabinija od Chaukov med vladanjem Klavdija, brata Germanika.
Pomembne posledice teh dogajanj se nanašajo na Ampsivare. Ti niso podpirali germanskega upora katerega je vodil Arminij leta 9 n. št. in so bili zaradi tega izgnani. Havki niso doživeli nobenih povračilnih ukrepov od drugih germanskih plemen po Tevtoburškem gozdu, prav tako niso odtujili Rimljanov. Mnogo let pozneje ok. AD 58 so Havki izkoristili priložnost, da izženejo Ampsivare in zavzamejo njihove dežele na ustju eke Ems, s čimer so pridobili mejo s Frizi na zahodu.

### Rimska vojna proti Gannascusu, ok. 47
Leta 47 n. št. (in morda že nekaj časa prej) je Havke skupaj s Frizijci vodili poglavar Gannascus iz plemena  Kanafenatov. Napadli so ob takrat bogati obali province Belgijska Galija (tj. dežela južno od Rena in severno od rek Marne in Sene), Havki pa so vdrli v območje, ki bo kasneje postalo sosednja rimska provinca Spodnja Germanija na območju renske delte v današnji južni Nizozemski.
Gnej Domicij Corbulon je bil imenovan za lokalnega rimskega vojaškega poveljnika. Uspešno se je spopadel z Germani tako na kopnem kot na vodi, zasedel je Ren s svojimi trierami in poslal svoje manjše plovila po ustjih in kanalih. Germanska flota je bila uničena v pomorskem spopadu, Gannascus je bil izgnan, Frizijsko ozemlje pa je bilo prisilno zasedeno.
Dogovor med Rimljani in Gannascusom je bil sklenjen pod pokroviteljstvom "Večjih" Havkov, kar so Rimljani izkoristili kot priložnost za umor svojega nasprotnika. Havki so bili ogorčeni nad dejanjem v slabi veri, tako je cesar Klavdij I. prepovedal nadaljnje napade na Germane v prizadevanju za omilitev napetosti, Rimljani pa so se umaknili na Ren.

### Batavska vstaja, ok. 69
Leta 69 našega štetja so se Batavi in druga plemena uprla rimski oblasti v vstaji Batavov, kar je postalo del splošne vstaje vseh Germanov v regiji. Pod vodstvom Batavca Julija Civila so povzročili velike izgube Rimljanom, vključno s porazom rimske flote s strani germanske flote ob obali Severnega morja. Pod vodstvom generala Quintusa Petilliusa Cerialisa so Rimljani udarili nazaj in prisilili Batave v ponižujoč mir ter postavili legijo na njihovo ozemlje.
Tako Havki kot Frizi so imeli pomožne enote, ki so služile pod Rimljani in med obleganjem in napadom Civilisa na Colonia Claudia Ara Agrippinensis (pri današnjem Kölnu) je bila kohorta Havkov in Frizijcev ujeta in zažgana. Havki so podprli Civilisa v svojem imenu ter mu nudili okrepitve.

## Napadi na morju
Havki so bili eni najbolj izstopajočih zgodnjih germanskih morskih roparjev. Verjetno so sodelovali v germanski floti, ki jo je leta 12 pr. n. št. uničil Neron Klavdij Druz. Napadali so obale rimske province Belgijska Galija leta 41 našega štetja dolgo pred tem, ko so sodelovali v nadaljnjih napadih na iste obale pod Gannascusom leta 47. Verjetno je bilo njihovo ropanje endemično skozi leta, saj nekaj ohranjenih poročil verjetno ne odraža vseh dogodkov. Tacit opisuje Havke kot 'miroljubne' v svoji knjigi Germania (leta 98 našega štetja), vendar gre v odlomku, ki opisuje notranje, celinske Havke, medtem ko so morski roparji nujno obalno ljudstvo.
Do konca drugega stoletja so napadi Havkov potekali neprekinjeno in resneje kot prej, nadaljevali so se v Rokavskem prelivu vse do njihovih zadnjih zabeleženih napadov ok. 170–175. Medtem ko ni zgodovinskih virov, ki bi nas obveščali v to ali drugo smer je verjetno, da so Havki nadaljevali svoje napade in nato igrali vlogo pri oblikovanju novih germanskih sil Frankov in Sasov, ki so bili roparji v tretjem stoletju.
Obstajajo arheološki dokazi o uničenju s strani roparjev med leti 170–200, ki segajo ob kontinentalno obalo vse do Biskajskega zaliva, v severozahodni Belgijski Galiji (npr. uničenje v Amiensu, Thérouannu, Vendeuil-Caply, Beauvaisu, Bavai, Tournai in Arrasu), do obal Anglije (npr. uničenje v današnji grofiji Essex mestih Chelmsford, Billericay, Gestingthorpe, Braintree, Essex, Wickford, Kelvedon, Great Chesterford in Harlow). Storilci so neznani, vendar so Havki med glavnimi osumljenci.
Rimljani so odgovorili z obrambnimi ukrepi. Caistor-by-Norwich, Chelmsford in Forum Hadriani (danes Voorburg) (civitas Kanafenatov blizu Haaga) so bili vsi utrjeni ok. 200 in Rimljani so začeli sistem obrambnih zaščit, zlasti ob obalah Britanije in celine. Ta sistem je bil nenehno vzdrževan in izboljševan, kar Rimljanom ne bi naredili, razen če bi bila stalna grožnja, ki bi jo bilo treba obravnavati. Sistem se nenehno razvijal skozi izginotje havških vpadnov in njihovo zamenjavo z Franki in Sasi vse do konca četrtega stoletja. Do takrat je ta obrambni sistem bil znan kot "Saška obala", ime, ki mu ga je dalo Notitia Dignitatum.
Odsek, ki ga je napisal Zosim je bil interpretiran kot ena zadnjih omemb Havkov in tudi, kjer so posebej omenjeni kot saška skupina; vendar to odvisno od tega ali jih lahko enačimo z "Kouadoi" v Zosimovem grškem jeziku, ime, ki ga je očitno napačno uporabil. Cesar Julian se je boril proti Sasom in Frankom vključno s Salijci, a je nato dovolil Salijcem "ki so izšli iz Frankov", da se naselijo v Toxandrio v letu 358. Po Zosimusu se je to zgodilo kot odgovor na napad z morja s strani Saških "Kouadoi", ki je vplival na tako Rimljane kot Salijce, ki so živeli v rečnem delta območju.

## V literaturi
Beowulf je stara angleška heroična pesem, kjer se junak (Beowulf) bori proti antagoniste. Postavljena v "Scandzo", prastaro Skandinavijo, pogosto omenja ljudstva, ki so del zgodbe in opravljeni so bili poskusi, da bi ta ljudstva povezali z ljudstvi, omenjenimi v starih zgodovinskih zapisih. Pleme "Hugas" v pesmi naj bi se sklicevali na Havke.